# Rieutord (affluent de la Sère)
Pour les articles homonymes, voir Rieutord.
Le Rieutord est une  rivière du sud-ouest de la France et un sous-affluent de la Garonne par la Sère.

## Géographie
De 11,6 km de longueur, le Rieutord est une rivière qui prend sa source sur la commune de Lavit et se jette dans la Sère en rive gauche sur la commune de Caumont en Tarn-et-Garonne.

## Département et communes traversés
- Tarn-et-Garonne : Lavit, Asques, Saint-Arroumex, Caumont.